# 梁紀
梁紀（?—?），东汉后期人物。
梁纪是大将军梁冀之妻孙寿的舅舅，或为梁冀的同族。郎中鄧香的妻子宣氏，在鄧香死后改嫁梁纪，邓香之女邓猛女改姓梁。孙寿见邓猛女貌美，永兴年间进入掖庭，被汉桓帝选为采女。梁冀被诛後，邓猛女为皇后，汉桓帝讨厌梁姓，先改“薄”姓，再复“邓”姓。